# Халід Буларуз
Халід Буларуз (нід. Khalid Boulahrouz, IPA: [χalid bula(h)ˈruːz]; * 28 грудня 1981, Масслюйс) — колишній нідерландський футболіст марокканського походження, півзахисник збірної Нідерландів.

## Клубна кар'єра
Халід грав у багатьох молодіжних командах, але розпочав свою професійну кар'єру в «Валвейку під проводом Мартіна Йола. Свій перший матч Буларуз провів 9 березня 2002 року проти «Геренвена».
Погравши два роки за нідерландську команду, Халід перейшов в «Гамбург». Саме в Німеччині до нього приліпилося прізвисько «"Халід — Канібал"» за його жорстку гру. За два сезони в «Гамбурзі» він отримав 16 жовтих та 3 червоні картки. Однак завдяки його грі німецький клуб у Бундеслізі 2005/06 пропустив всього 30 голів в 34 іграх, що є найкращим показником в тому сезоні.
В подальшому виступав за «Челсі», «Севілью», «Штутгарт», «Спортінг» і «Брондбю»
У липні 2014 року Халід перейшов у роттердамський «Феєнорд», підписавши з клубом контракт на один рік. У новій команді він дебютував 9 листопада в матчі чемпіонату проти «Вітесса», вийшовши на заміну у другому таймі. Зустріч завершилася внічию 0:0. Всього за сезон зіграв у 12 матчах чемпіонату, а також 6 матчах єврокубка. З 1 липня 2015 року покинув клуб, отримавши статус вільного агента.
11 лютого 2016 року у віці 34 років завершив ігрову кар'єру

### Збірна
Зі збірною Нідерландів він зіграв на чемпіонатах світу 2006 і 2010 років, а також на чемпіонатах Європи 2008 і 2012 років. Перед чвертьфіналом Євро-2008 року у нього померла новонароджена дочка, але гравець знайшов в собі сили відіграти цей матч. У складі помаранчевих Булахруз провів 35 матчів.

## Статистика

### Збірна
| Збірна Нідерландів | Збірна Нідерландів | Збірна Нідерландів |
| Роки               | Ігри               | Голи               |
| ------------------ | ------------------ | ------------------ |
| 2004               | 3                  | 0                  |
| 2005               | 7                  | 0                  |
| 2006               | 9                  | 0                  |
| 2007               | 2                  | 0                  |
| 2008               | 6                  | 0                  |
| 2009               | 1                  | 0                  |
| 2010               | 3                  | 0                  |
| 2011               | 3                  | 0                  |
| 2012               | 1                  | 0                  |
| Всього             | 35                 | 0                  |

## Досягнення
«Гамбург»
- Володар Кубка Інтертото (1): 2005

 «Челсі»
- Володар Кубку Англії (1): 2007
- Володар Кубка Футбольної ліги (1): 2007

 «Севілья»
- Володар Суперкубка Іспанії (1): 2007

 «Штутгарт»
- Володар Кубка Інтертото (1): 2008

 Німеччина
- Віце-чемпіон світу: 2010